# Root River (vattendrag i Kanada, Northwest Territories)
Root River är ett vattendrag i Kanada.   Det ligger i territoriet Northwest Territories, i den centrala delen av landet, 3 500 km nordväst om huvudstaden Ottawa.
Trakten runt Root River är nära nog obefolkad, med mindre än två invånare per kvadratkilometer.